# 李昌垣
李昌垣，字長文，順天府宛平縣人。清初政治人物。

## 生平
李昌垣於順治四年（1647年）中式丁亥科二甲第十九名進士。選庶吉士，因滿文不合格，被改外用。後官至侍讀學士。